# Gabriela Cabezón Cámara
Gabriela Cabezón Cámara (San Isidro, 4 de novembro de 1968) é uma escritora, jornalista, socio ambientalista e ativista feminista argentina. Cofundadora do movimento Ni una menos, é considerada uma das figuras mais proeminentes da literatura argentina e latino-americana contemporânea. 
As suas obras obtiveram grande reconhecimento internacional, ganharam numerosos prêmios e foram traduzidas para várias línguas. Em 2009, publicou seu primeiro romance, La Virgen Cabeza,  que lhe rendeu reconhecimento literário continental e estabeleceu as bases de seu estilo. Em As Aventuras de China Iron (2017), abordou a literatura gauchesca sob uma perspectiva feminista e queer, cuja versão em inglês foi indicada ao Prêmio Booker Internacional. As Meninas do Laranjal (2023), sobre a personagem histórica da Monja Alférez e a colonização da América, recebeu o Prêmio Ciutat de Barcelona de Literatura em língua castelhana.
Como jornalista, foi editora de Cultura do jornal argentino Clarín e os seus artigos foram publicados em diversos meios, como Soy(Página/12), Revista Anfibia, Le Monde Diplomatique e Revista Ñ (Clarín).

## Biografia
Nasceu em 4 de novembro de 1968, em San Isidro, na província de Buenos Aires, na Argentina. Estudou letras na Universidade de Buenos Aires.
Foi editora de Cultura do jornal argentino Clarín. Em 2013 ganhou uma bolsa para ser escritora residente no Centro de Estudos da América Latina da Universidade da Califórnia em Berkeley.
Em 2015, foi cofundadora do movimento feminista NiUnaMenos.
É titular da cátedra do Taller de Escritura no curso de Artes da Escrita da Universidade Nacional de las Artes. Também ministra oficinas e clínicas de escrita tanto na Argentina como em nível internacional, e atua na área de produção e edição no jornalismo cultural.

## Percurso literário
Em 2009, Gabriela Cabezón publicou o seu primeiro romance, La Virgen Cabeza, que narra a história de uma travesti venerada como santa em uma Villa Miséria da cidade de Buenos Aires. Esse romance integra a chamada “trilogia oscura”, juntamente com Le viste la cara a Dios (2011) e Romance de la negra rubia (2014). As três obras expõem as múltiplas violências que atravessam a sociedade, a partir das experiências e histórias de travestis, lésbicas e vítimas do tráfico de pessoas, que se rebelam contra as injustiças.
Em 2013, publicou a novela gráfica Beya baseada em seu conto Le viste la cara a Dios, e ilustrada por Iñaki Echeverría. A obra foi reconhecida pelo Senado da Nação Argentina e declarada de interesse social pela Legislatura da Cidade Autônoma de Buenos Aires.
Em 2017, publicou o seu segundo romance, Las aventuras de la China Iron (Random House). A crítica destacou a reinterpretação queer da literatura gauchesca. A obra foi selecionada como um dos livros do ano pelas edições em espanhol do New York Times e do jornal El País.  Em a edição em inglês foi finalista do Prêmio Booker Internacional em 2020 e em 2022, foi finalista do Prêmio Montluc Resistência e Liberdade. Em 2019, foi anunciada a sua adaptação cinematográfica;  e, em 2023, foi lançada a adaptação teatral com o título de Las Desertoras, dirigida por Violeta Marquis.
Em 2023, publicou seu terceiro romance, Las niñas del naranjel, sobre a freira espanhola Catalina de Erauso, que participou da colonização da América travestida como homem. Em 2024, o livro foi laureado com o Prêmio Ciutat de Barcelona, o Prêmio Konex de Platina na categoria Romance (período de 2014 a 2017), o Prêmio Sor Juana Inés de la Cruz, concedido pela Feira Internacional do Livro de Guadalajara e os prêmios Fundación Medifé Filba e Perfil de Melhor Obra de Ficção.

## Obras

### Romances
- 2009: La Virgen Cabeza  - Publicado no Brasil como Nossa Senhora do Barraco, pela Editora Moinhos e traduzido por Silvia Massímini Felix.
- 2014: Romance de la negra rubia
- 2017: Las aventuras de la China Iron  - Publicado no Brasil como As aventuras da China Iron, pela Editora Moinhos e traduzido por Silvia Massímini Felix.
- 2023: Las niñas del naranjel  - Publicado no Brasil como As meninas do laranjal, pela Editora Companhia das Letras e traduzido por Silvia Massímini Felix.

### Contos
- 2011: Le viste la cara a Dios
- 2015: Sacrificios

### História em quadrinhos
- 2013: Beya (Le viste la cara a Dios)
- 2015: Y su despojo fue una muchedumbre